# Ғ̌
Cette page contient des caractères spéciaux ou non latins. S’ils s’affichent mal (▯, ?, etc.), consultez la page d’aide Unicode.
Ғ̌ (minuscule : ғ̌), appelé gué barré caron, est une lettre additionnelle de l’alphabet cyrillique utilisée en shughni et yazgoulami. Elle est composée du gué barré ‹ Ғ › diacrité d’un caron.

## Représentation informatique
Le gué barré caron peut être représenté avec les caractères Unicode suivants :
- décomposé (cyrillique, diacritiques)[1],[2] :

| formes    | représentations | chaînes de caractères | points de code | descriptions                                            |
| --------- | --------------- | --------------------- | -------------- | ------------------------------------------------------- |
| capitale  | Ғ̌               | Ғ◌̌                    | U+0492 U+030C  | lettre majuscule cyrillique gué barré diacritique caron |
| minuscule | ғ̌               | ғ◌̌                    | U+0493 U+030C  | lettre minuscule cyrillique gué barré diacritique caron |